# Appel à la probabilité
Un appel à la probabilité (ou un appel à la possibilité) est une erreur logique, un biais cognitif, qui consiste à prendre quelque chose pour vrai parce que cela peut probablement être le cas (ou pourrait éventuellement l'être).

## Exemple
Un faux appel à la possibilité:
Quelque chose peut mal tourner (prémisse).
Par conséquent, quelque chose va mal tourner (conclusion invalide).
Si je n'apporte pas mon parapluie (prémisse).
Il pleuvra (conclusion invalide).
La loi de Murphy est un usage (généralement délibéré et ironique) de l'appel à la probabilité.